# Psidium scopulorum
Psidium scopulorum är en myrtenväxtart som beskrevs av Erik Leonard Ekman och Ignatz Urban. Psidium scopulorum ingår i släktet Psidium och familjen myrtenväxter. Inga underarter finns listade i Catalogue of Life.